# 田尼

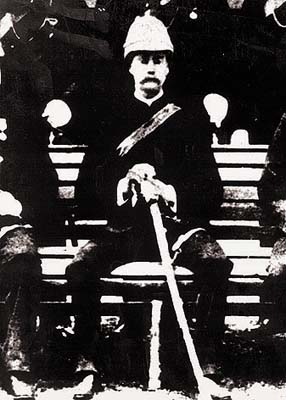
田尼

田尼，CMG，JP（Walter Meredith Deane，1840年—1906年），生於英國倫敦，於劍橋大學三一學院畢業，前香港警察隊長，行政局及立法局議員。

## 簡歷
香港成為英國殖民地初期，缺乏懂得中文的英國官員與華人溝通，因此在第4任香港總督寶靈的提議下，英國政府在香港推行官學生計劃。除了田尼外，第一批來到香港的官學生還有史美和杜老誌。田尼於1865年出任翻譯員，並且署任總登記官。1867年起出任警察隊長，開創了來由英國官學生出掌警隊的先河；並且曾經署任庫務司和署任輔政司。田尼出任警察隊長至1892年退休，在任25年，是香港歷史上在任時間最長的警察首長。

## 禁止警察救災
1874年9月22日，香港遭受19世紀最嚴重的颱風襲擊，史稱甲戌風災，逾2,500人喪生。時任警察司的田尼為了保障警員安全，下令禁止警方參與救援，事後遭社會輿論譴責，並要求追究田尼，惟被港督堅尼地拒絕，殖民地部大臣卡納芬伯爵（Earl of Carnarvon）辯稱田尼出自「良好動機」。